# نزلة الديب
قرية نزلة الديب هي إحدى القرى التابعة لمركز سمسطا في محافظة بني سويف في جمهورية مصر العربية. حسب إحصاءات سنة 2006، بلغ إجمالي السكان في نزلة الديب 2447 نسمة، منهم 1292 رجل و1155 امرأة.